# Thermonectus cuneatus
Thermonectus cuneatus är en skalbaggsart som beskrevs av Sharp 1882. Thermonectus cuneatus ingår i släktet Thermonectus och familjen dykare. Inga underarter finns listade i Catalogue of Life.